# Solaris Urbino 8,9 LE electric
Solaris Urbino 8,9 LE electric je částečně nízkopodlažní elektrický autobus, který měl premiéru na podzim roku 2011. Vyráběla jej polská společnost Solaris Bus & Coach. Jeho konstrukce vychází z modelu Solaris Urbino 8,9 LE. Byl to první elektrický autobus vyrobený v Polsku.
Grafickým symbolem autobusu je zelený jezevčík s elektrickou zástrčkou místo ocasu.
Na bázi modelu Urbino 8,9 LE electric byly vyrobeny také české elektrobusy Škoda 29BB.

## Historie
První testy elektrobusu proběhly v první polovině roku 2012 v Poznani, během nichž autobus bez poruchy ujel přes 3000 km. Později byl prototyp testován i v dalších polských městech.
V září roku 2021 byl nahrazen elektrobusem Solaris Urbino 9 LE electric.